# Banjar Wangsian
Banjar Wangsian är ett kloster i Indonesien.   Det ligger i provinsen Provinsi Bali, i den sydvästra delen av landet, 1 000 km öster om huvudstaden Jakarta. Banjar Wangsian ligger 210 meter över havet och antalet invånare är 2 353. Det ligger på ön Bali.
Terrängen runt Banjar Wangsian är huvudsakligen kuperad, men åt sydväst är den platt. Terrängen runt Banjar Wangsian sluttar söderut.Runt Banjar Wangsian är det tätbefolkat, med 819 invånare per kvadratkilometer. Närmaste större samhälle är Klungkung, 5,0 km sydväst om Banjar Wangsian. I omgivningarna runt Banjar Wangsian växer i huvudsak städsegrön lövskog.